# Jo Esenkbrink
Johannes Lambertus (Jo) Esenkbrink (Kampen, 6 december 1933 – Utrecht, 23 augustus 1995) was een Nederlandse beeldhouwer.

## Leven en werk
Esenkbrink werd geboren in Kampen en studeerde beeldhouwkunst bij Jaap Kaas aan de Academie voor Beeldende Kunsten en Technische Wetenschappen in Rotterdam. Als steenbeeldhouwer maakte hij portretten en figuurvoorstellingen. Hij geniet vooral bekendheid door zijn deelname, met onder anderen Jeanot Bürgi, Kees Groeneveld, Anton Geerlings en Paulus Reinhard, aan de creatie van de lantaarnconsoles in de Utrechtse Binnenstad.

## Enkele werken in de openbare ruimte
- Schip in Storm en Branding (bijnaam: Het Basalten Schip) (1977), Paladijnenweg (voor de Gereformeerde school Guido de Brès), Amersfoort
- Liggende beer (1980), Rozengaarde, Leusden
- Vaderzorg (1984), Van Kluyvelaan/Henri Dunantlaan, Nijkerk

## Lantaarnconsoles in Utrecht
- Keizerskroon (1961), Nieuwegracht
- De Witte Leeuw (1964), Oudegracht
- De Landman (1965), Oudegracht
- De Boerendans (1965), Oudegracht
- De Engelen Zang (ca. 1965), Nieuwegracht
- De Witte Lelie (1966), Oudegracht
- De Blauwe Baretten (ca. 1969), Oudegracht
- De Pottenbakkers (ca. 1970), Oudegracht
- Jan met de bellen (ca. 1970), Drift
- De Halve Maan, Kromme Nieuwegracht (voor 1974)
- Van den Os op den Esel (voor 1974), Oudegracht
- Kalverendans (1974/75), Oudegracht
- De Arend (ca. 1975), Oudegracht
- Kintgenshaven (ca. 1975), Oudegracht
- De Zon (voor 1977), Oudegracht

## Fotogalerij

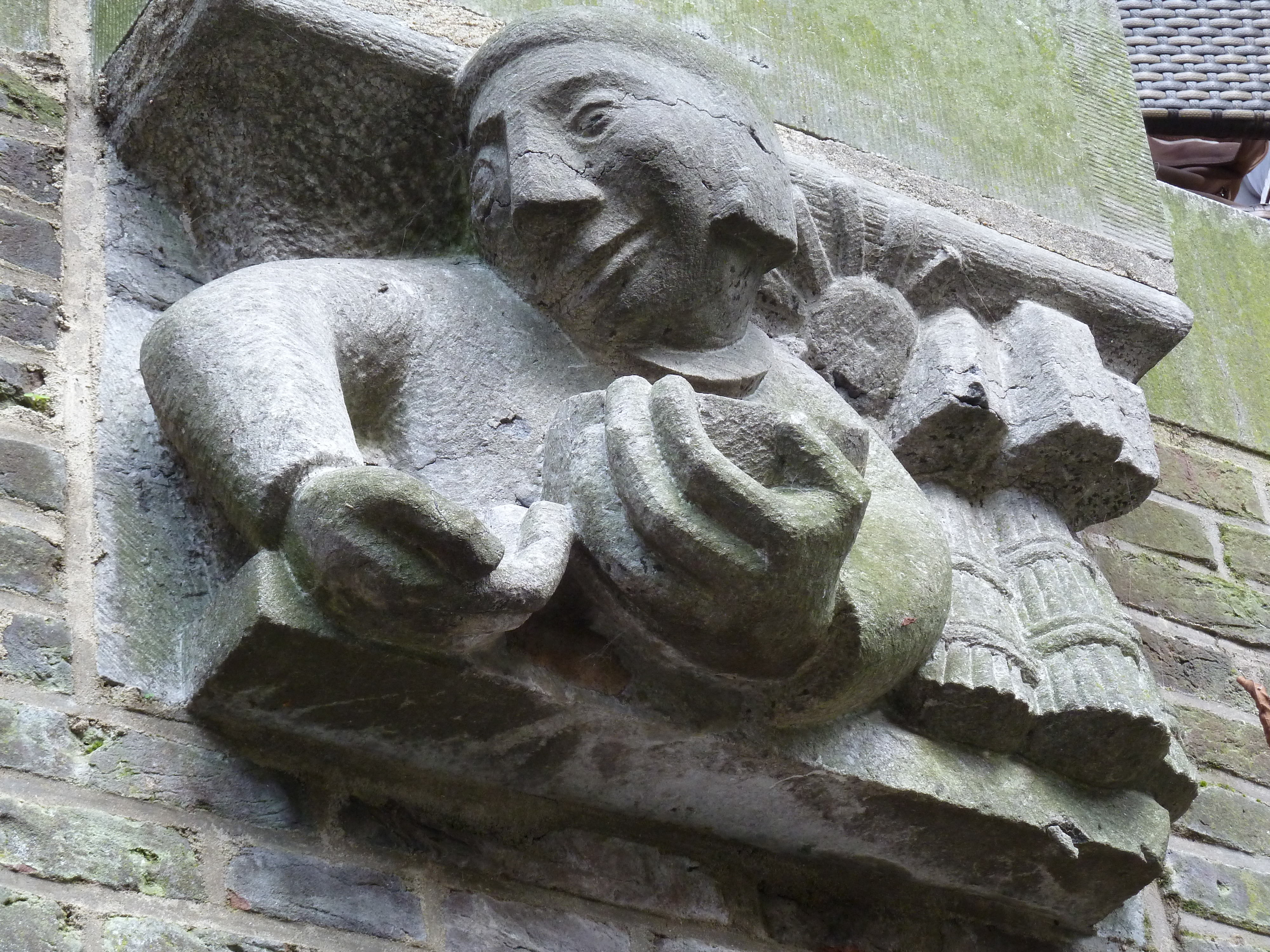
De Landman (1965), Utrecht
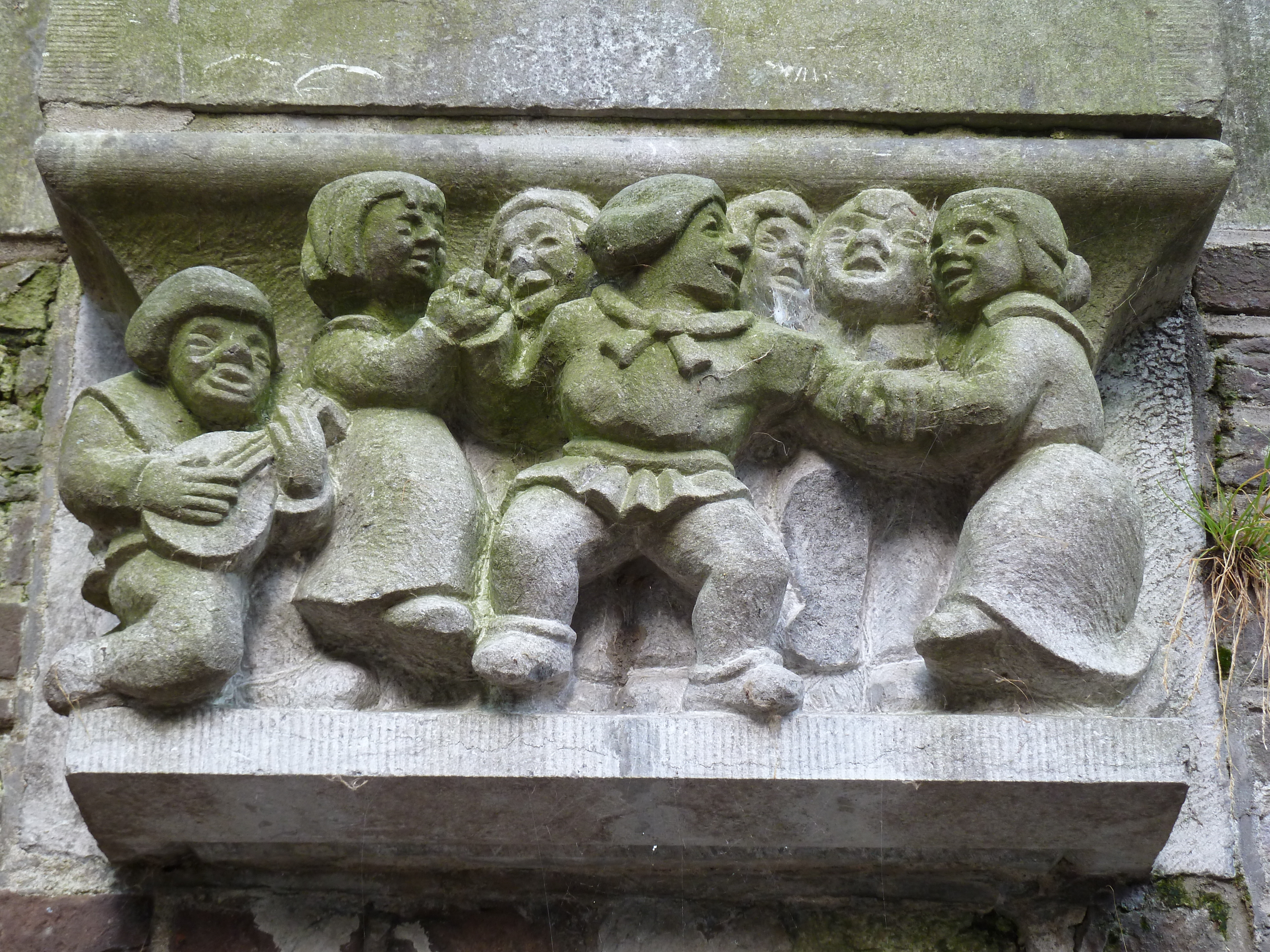
De Boerendans (1965), Utrecht
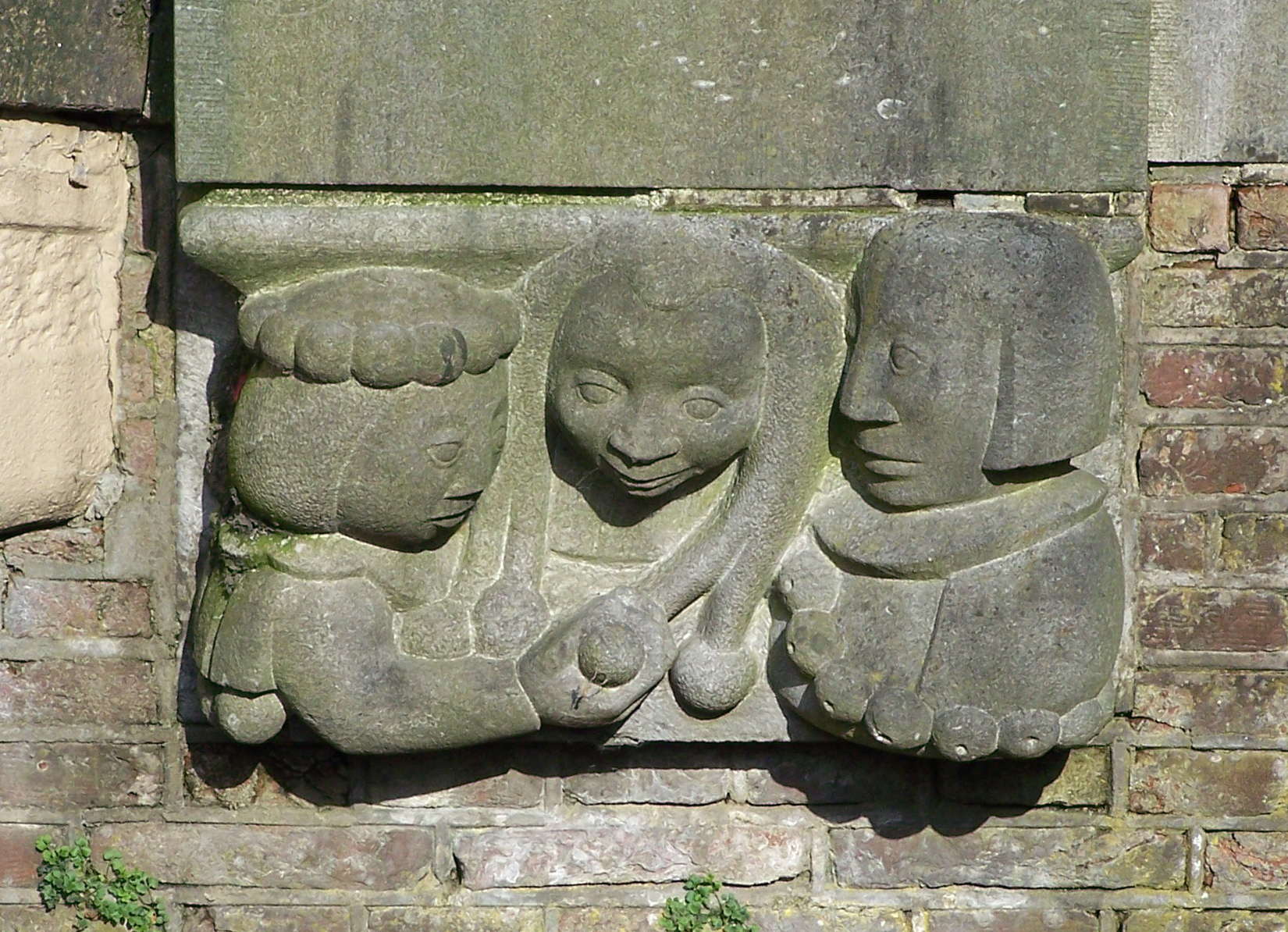
Jan met de bellen (ca. 1970), Utrecht
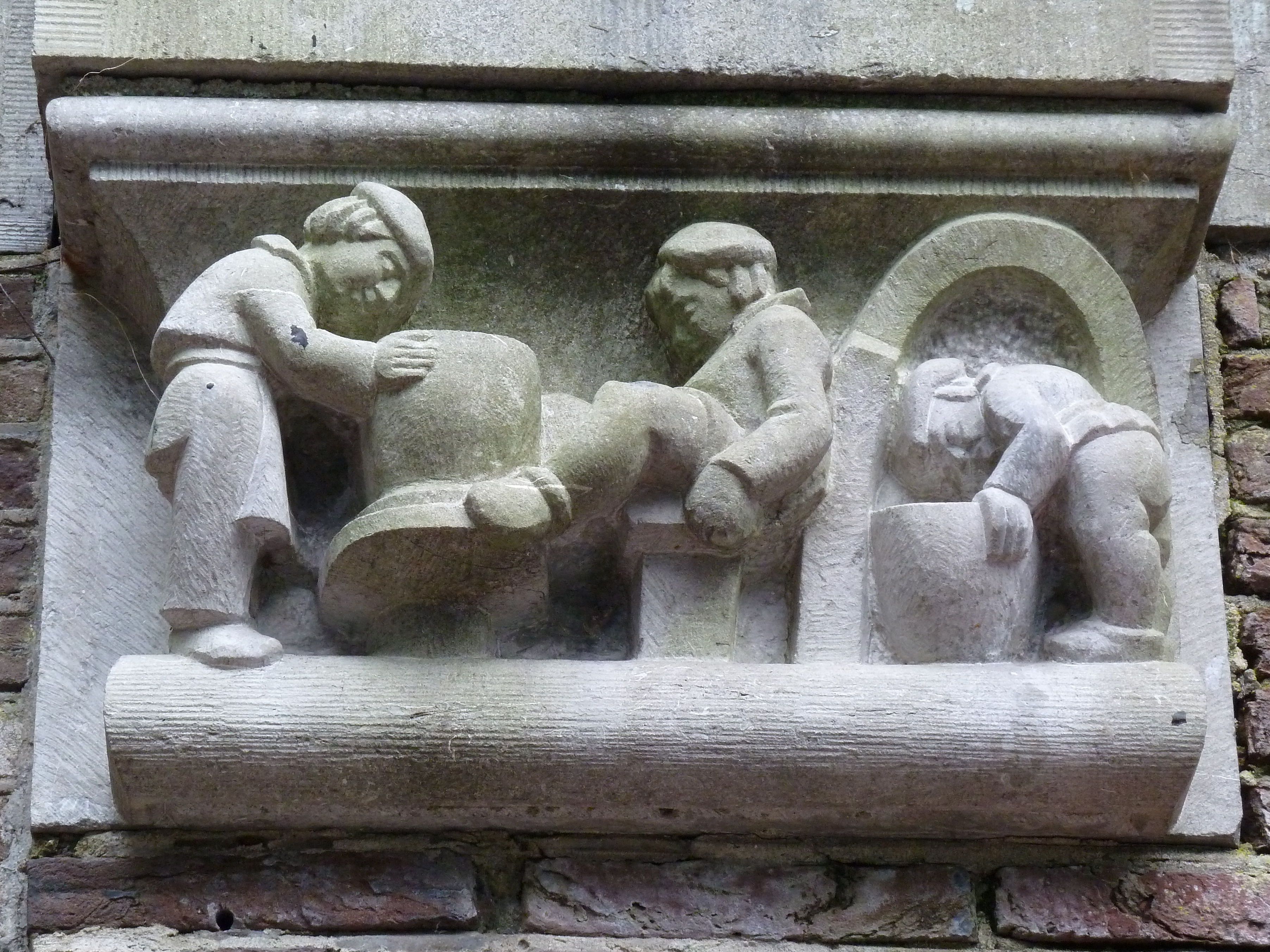
De Pottenbakkers (ca. 1970), Utrecht
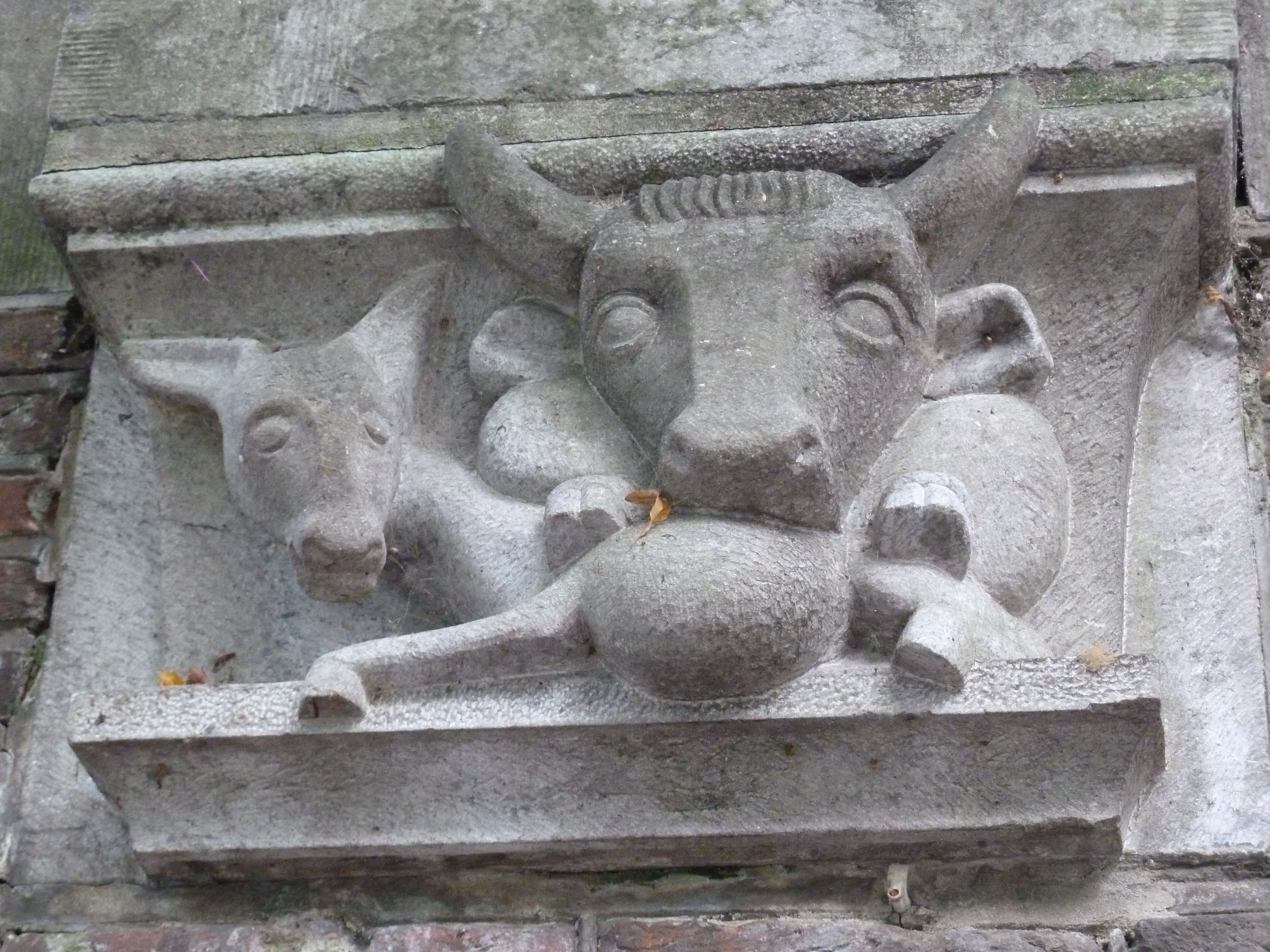
Van den Os op den Esel (voor 1974), Utrecht
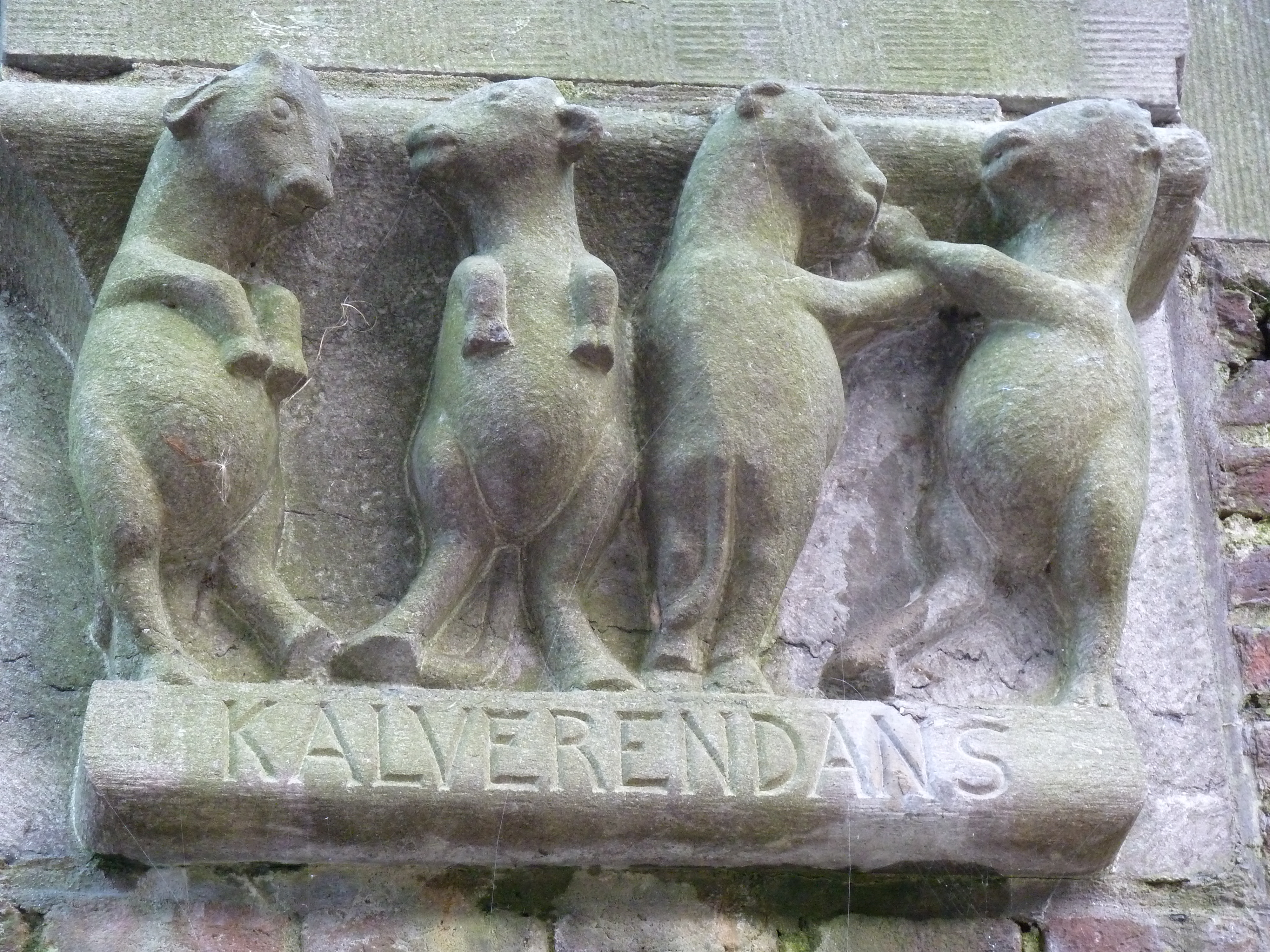
Kalverendans (ca. 1974), Utrecht
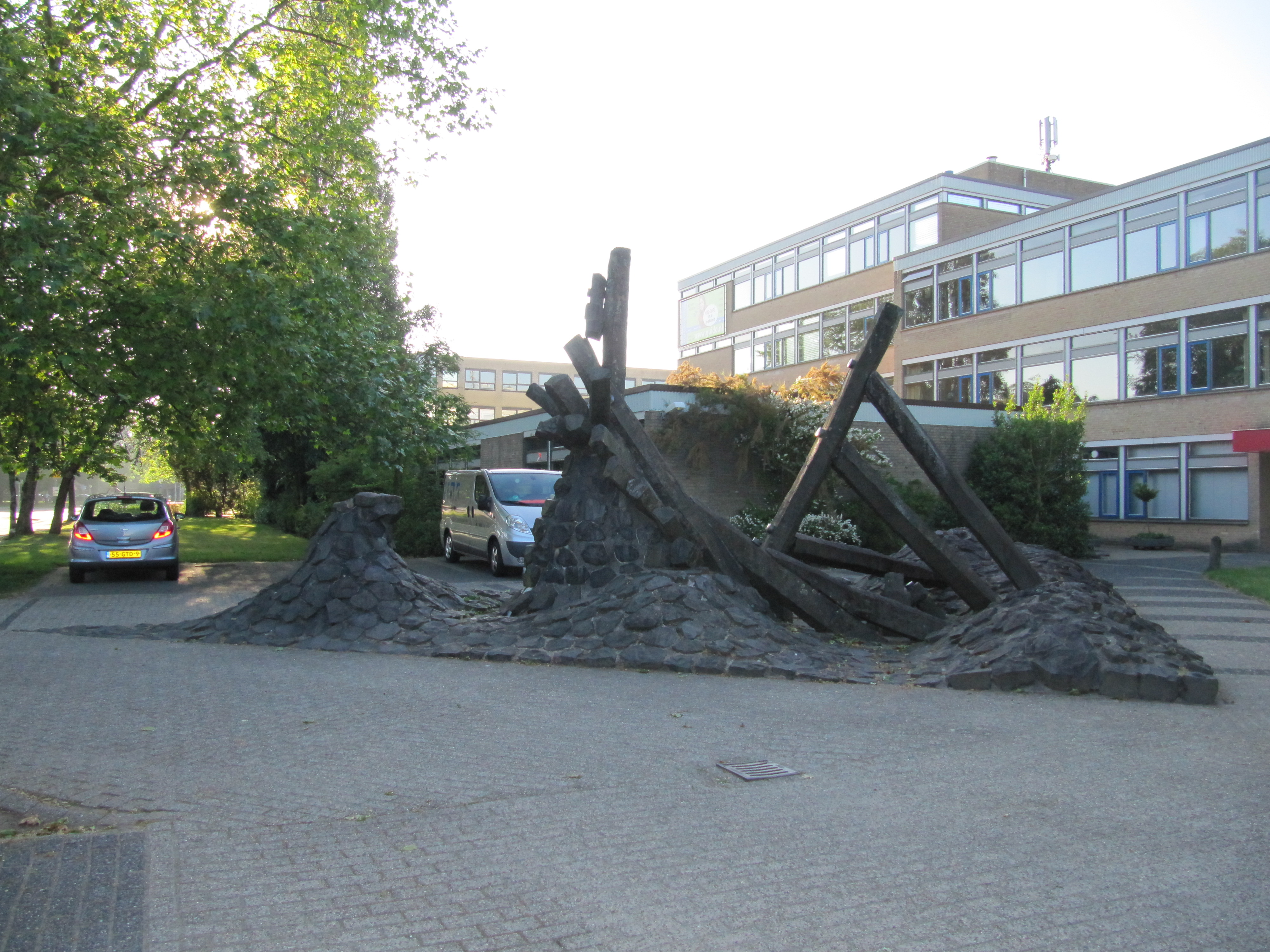
Het Basalten Schip (1977), Amersfoort
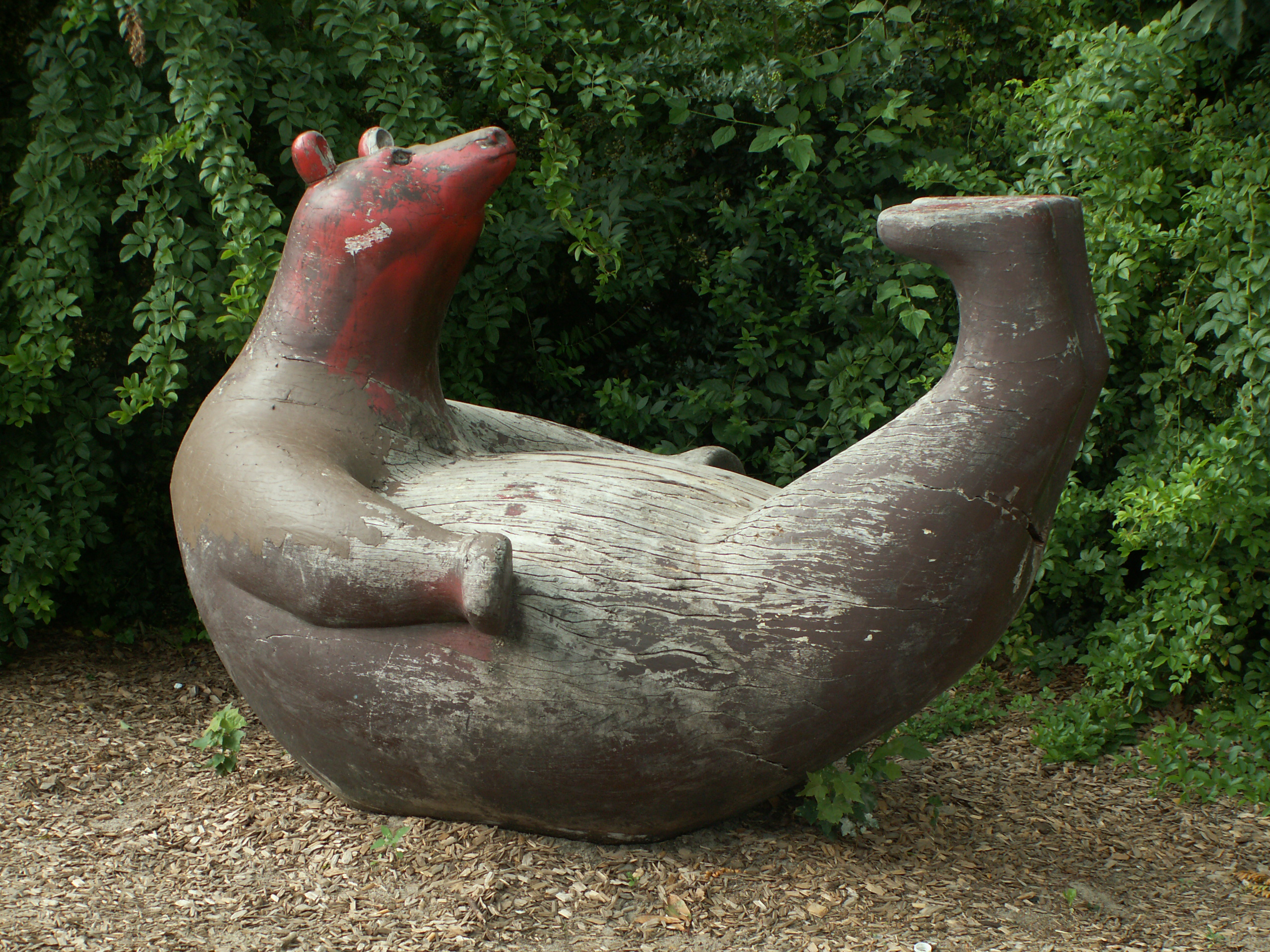
Liggende beer (1980), Leusden